# Холлингворт, Клэр
Клэр Холлингворт, OBE (10 октября 1911 года, Найтон, графство Лестер, Великобритания — 10 января 2017 года, Сентрал, Гонконг) — британская журналистка и писательница.

## Биография

### Карьера
Была первым военным корреспондентом, сообщившим о начале Второй мировой войны, описав происходящее как «сенсацию века». В качестве корреспондента «Дейли Телеграф» в 1939 году, во время поездки из Польши в Германию она сообщила о немецких войсках, сконцентрированных на границе с Польшей; три дня спустя она была первой, кто сообщил о немецком вторжении в Польшу.
Её журналистский стаж насчитывал свыше 40 лет, во время Второй мировой войны работала в Румынии, Турции, Греции и странах Восточной Африки. В послевоенное время Клэр не оставила горячие точки планеты, отметив своим присутствием Палестину, Китай, Иран, Ирак, Вьетнам. С ней встречались арабские шейхи и саудовские принцы, ранее не допускавшие к себе женщин-журналистов. Своё прощальное интервью давал ей последний шах Ирана Мохаммед Реза Пехлеви, назвавший англичанку «единственным человеком, с которым ему хотелось бы поговорить». А в Бейруте устроила слежку за советским резидентом Кимом Филби. Ушла на пенсию в 1981 году и поселилась в Гонконге.

### Личная жизнь
Была дважды замужем. Она вышла за Ванделера Робинсона, работавшего в Лиге Союза Наций в 1936 году, в 1951 году они развелись. Затем она вышла замуж за Джеффри Хоара, ближневосточного корреспондента «Таймс». Хоар умер в 1965 году.